# Antanas Nedzinskas
Antanas Nedzinskas er en litauisk politiker (Seimas, 2008), musiker, der opnåede kultstatus på YouTube med sin sang "Pop Zvaigzde" ("Popstjerne") – en sang han stillede op med til litauisk Melodi Grand Prix i 2006. Han gik videre til en kvartfinale, men kom aldrig videre derfra. 